# Isosaari (ö i Finland, Lappland, Tornedalen, lat 66,82, long 24,39)
Isosaari är en ö i Finland. Den ligger i vattendraget mellan sjöarna Konttajärvi och Kinturi och i kommunen Pello och landskapet Lappland, i den norra delen av landet, 700 km norr om huvudstaden Helsingfors. Öns area är 0,7 hektar och dess största längd är 190 meter i sydöst-nordvästlig riktning.